# زیلایر
زیلایر (انگلیسی: Zilair) یک شهرک در شهرستان زیلایرسکی استان باشقیرستان کشور روسیه است.